# Брилівка (станція)
Брилівка — проміжна залізнична станція Херсонської дирекції Одеської залізниці на неелектрифікованій лінії Вадим — Херсон між станціями Великі Копані (14,5 км) та Новокиївка (16 км). Розташована в однойменному селищі Херсонського району Херсонської області.

## Історія
Станція відкрита 1944 року, під час прокладання залізниці Херсон — Джанкой.
29 липня 2022 року високоточними ударами HIMARS на станції було знищено залізничний ешелон з більш як 40 вагонів, який прибув із Криму з живою силою, технікою та боєприпасами.

## Пасажирське сполучення
До повномасштабного російського вторгнення в Україну на станції Брилівка щоденно зупинялися лише приміські поїзди сполученням Херсон — Вадим (2 пари на день). Рух поїздів тимчасово припинено до повної деокупації захоплених територій Херсонської області російськими загарбниками.
До 2018 року курсували приміські поїзди сполученням Херсон — Брилівка та Миколаїв-Вантажний — Вадим (через Херсон).
З 27 грудня 2014 року рух поїздів далекого сполучення у напрямку тимчасово окупованого Криму припинений.